# Beat the Champ
Beat the Champ – piętnasty album amerykańskiej grupy indierockowej The Mountain Goats. Został wydany 7 kwietnia 2015 roku przez Merge Records. 

## Lista utworów
Wszystkie utwory skomponował John Darnielle.
| 1.  | Southwestern Territory            | 4:14  |
|     |                                   |       |
| 2.  | The Legend of Chavo Guerrero      | 3:00  |
|     |                                   |       |
| 3.  | Foreign Object                    | 2:51  |
|     |                                   |       |
| 4.  | Animal Mask                       | 2:54  |
|     |                                   |       |
| 5.  | Choked Out                        | 1:42  |
|     |                                   |       |
| 6.  | Heel Turn 2                       | 5:58  |
|     |                                   |       |
| 7.  | Fire Editorial                    | 3:22  |
|     |                                   |       |
| 8.  | Stabbed to Death Outside San Juan | 3:48  |
|     |                                   |       |
| 9.  | Werewolf Gimmick                  | 2:34  |
|     |                                   |       |
| 10. | Luna                              | 3:27  |
|     |                                   |       |
| 11. | Unmasked!                         | 3:28  |
|     |                                   |       |
| 12. | The Ballad of Bull Ramos          | 2:53  |
|     |                                   |       |
| 13. | Hair Match                        | 5:40  |
|     |                                   |       |
|     |                                   | 45:51 |
|     |                                   |       |

## Twórcy

### Wykonawcy
- John Darnielle – wokal, gitara
- Peter Hughes – gitara elektryczna, gitara basowa
- Jon Wurster – bębny, perkusja
- Brad Cook – wokal wspierający
- Phil Cook – wokal wspierający, organy
- Matt Douglas – flet
- Erik Friedlander – aranżacja, instrumenty strunowe
- Nathan Golub – gitara elektryczna
- Austin Nevins – gitara

### Produkcja
- Scott Solter – produkcja, miksowanie
- Brandon Eggleston – produkcja
- Brent Lambert – mastering
- Rob Carmichael – grafika, typografia
- Leela Corman – okładka